# St. Mauritius (Gannertshofen)

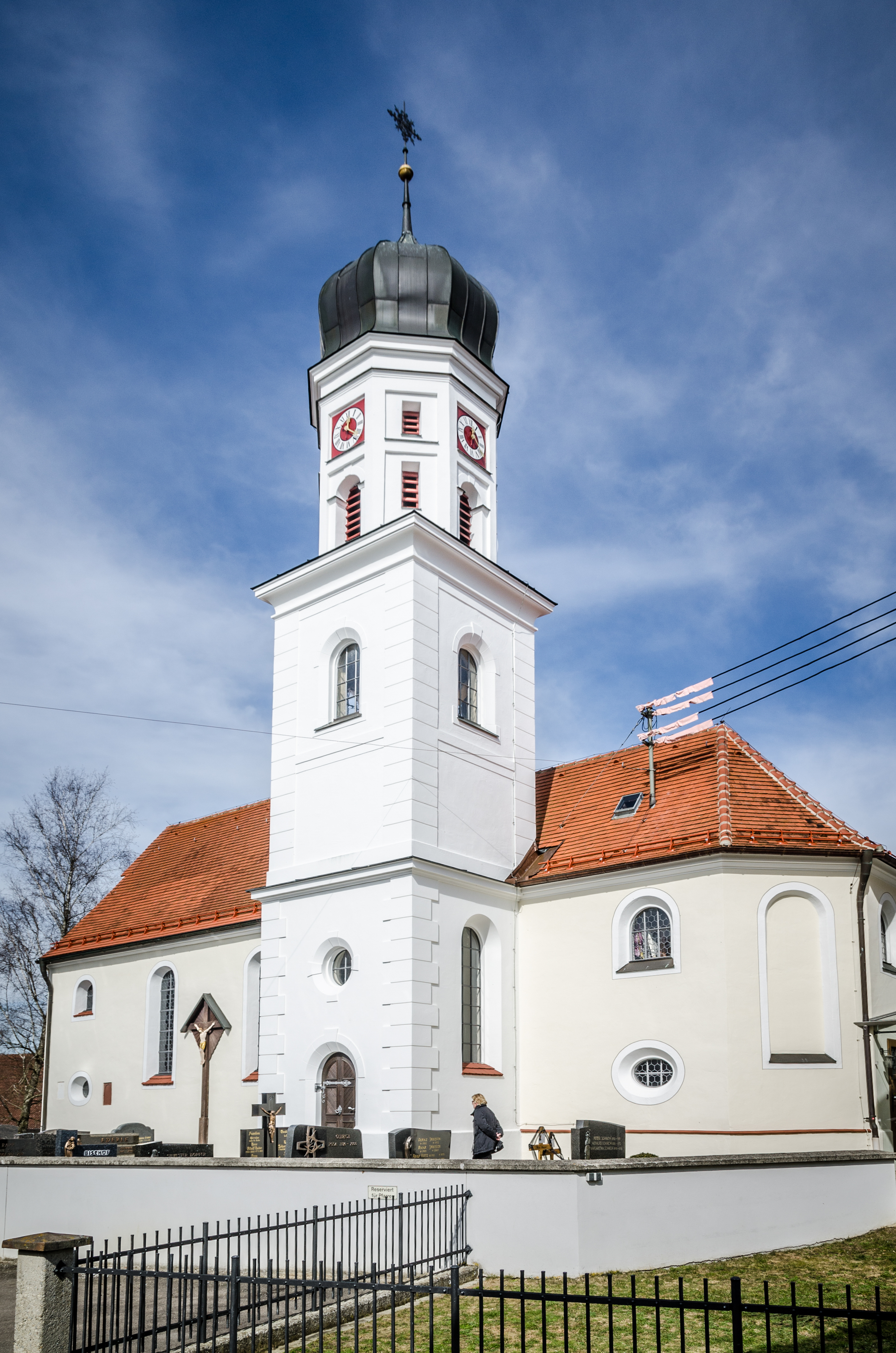
St. Mauritius in Gannertshofen

St. Mauritius ist die römisch-katholische, Pfarrkirche in Gannertshofen, einem Ortsteil des Marktes Buch im schwäbischen Landkreis Neu-Ulm in Bayern. Das denkmalgeschützte Bauwerk ist in der Liste der Baudenkmäler in Buch unter der Nr. D-7-75-118-13 eingetragen. Die Kirchengemeinde gehört zum Dekanat Neu-Ulm des Bistums Augsburg.

## Beschreibung
Von der im Kern spätgotischen Saalkirche wurden 1730–1734 das Langhaus und der eingezogene Chor im Osten erneuert. An der Südwand des Chors wurde 1903 der neobarocke Chorflankenturm angebaut. Er hat zwei quadratische Geschosse, fortgesetzt mit zwei eingezogenen achteckigen, das untere für den Glockenstuhl, das obere für die Turmuhr. Darauf sitzt eine Zwiebelhaube. Zeitgleich wurde die Sakristei als dreiseitiger Abschluss des Chors errichtet. Der Innenraum des Langhauses ist mit einer Flachdecke überspannt. Dort befindet sich ein Fresko über den heiligen Mauritius, das 1760 Franz Martin Kuen gestaltet hat. Zur Kirchenausstattung gehört ein 1758 geweihter Hochaltar, der von den Statuen des Johannes Nepomuk und des Franz Xaver flankiert wird. Auf dem Altarretabel hat 1879 Johannes Kaspar den heiligen Mauritius dargestellt.